# Andrija Buvina
Andrija Buvina (más néven  Andrea Guvina, Gavina or Gruvina) 13. századi középkori horvát fafaragó, szobrász és festő. Munkássága szorosan kapcsolódik a romanika korszakhoz.

## Munkássága

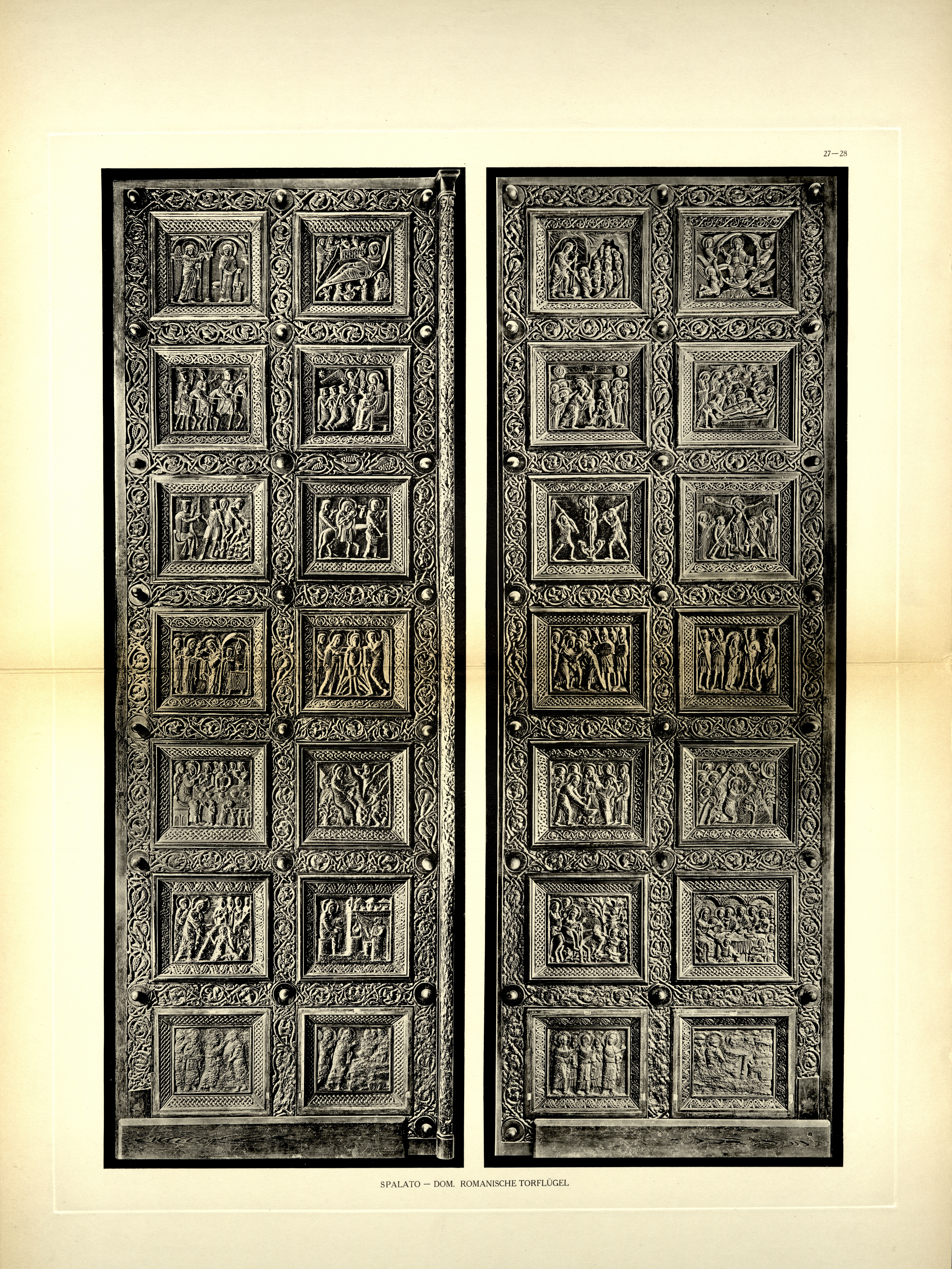
Ajtó a spliti katedrálisban

A spliti Szent Domnius-főszékesegyház faajtaján készült munkája a horvátországi romanika szobrászat legjobb példája, 1214 körül készítette. Buvina alkotása egy 530 cm magas kétszárnyú faajtó, amelyen 28 diófába faragott kép látható Krisztus életéből, kezdve az Angyali Üdvözlettől a Mennybemenetelig. Szőlőtővel, akantuszszal és átfűzött díszítéssel elválasztva, apró díszekkel. Ember- és állatfigurák a szőlőlevelek között. Eredetileg a domborműveket polikróm borítással látták el, amely a modern időkig nem őrződött meg. A domborművek stílusa konzervatív, a bizánci művészet kánonjai és a román stílus hatásai figyelhetők meg. Az európai művészet egyik legfontosabb műemlékének tartják.
Buvina az alkotója egy Szent Kristóf-festménynek is, és valószínűleg a spliti Diocletianus palota perisztíliája freskófestményének.

## Emlékezete
Andrija Buvina tiszteletére a Keresztény Kultúra Napjai elnevezésű rendezvényen a róla elnevezett díjat adnak át az arra érdemeseknek.

## Fordítás
- Ez a szócikk részben vagy egészben  az   Andrija Buvina című angol Wikipédia-szócikk ezen változatának fordításán alapul.  Az eredeti cikk szerkesztőit annak laptörténete sorolja fel. Ez a jelzés csupán a megfogalmazás eredetét és a szerzői jogokat jelzi, nem szolgál a cikkben szereplő információk forrásmegjelöléseként.